# Звезде Гранда (16. сезона)
Шеснаеста сезона такмичења Звезди Гранда одржана је 2022/2023. године, и после дуго година ова сезона је приказана на ТВ Пинк, а чланови жирија били су Саша Поповић, Снежана Ђуришић, Марија Шерифовић, Цеца. Ђорђе Давид, Драган Стојковић Босанац, Вики Миљковић и Александар Милић Мили. Водитељи су били Сања Кужет и Воја Недељковић. Победница је била Славица Ангелова, из Северне Македоније, друга особа из те земље која је победила након Ристе Ристеског, и трећа жена која је победила у такмичењу након Милице Тодоровић и Џејле Рамовић.

## Такмичари

### Финалисти
- Славица Ангелова из Струмице (прво место)[2]
- Драган Ђурић из Добоја (друго место)[3]
- Семир Џанковић,[4] учесник Пинкових звезда и ријалити програма Фарма
- Маја Јевтић из Рогатице[5]
- Санела Хашић из Бановића[6]
- Страхиња Вешовић из Подгорице, учесник Пинкових звездица[7]
- Џенан Ракић из Бихаћа
- Мартина Јозиновић из Беча

### Остали такмичари
- Ивона Дамјановић из Сомбора
- Милан Букилић из Подгорице
- Игор Кнежевић из Жабља
- Ксенија Тану из Белорусије
- Хамза Гушић из Загреба
- Амна Јусић из Тузле
- Нејаз Неки Рамчевски из Ниша
- Радомир Зоговић из Берана
- Рајо Симоновић из Подгорице
- Николина Милосављевић из Прокупља
- Жељко Трбојевић из Енглеске
- Лидија Матић из Љубљане
- Јасмин Алиевски из Скопља
- Јосип Недић из Орашја
- Сања Терзић из Ужица
- Викторија Лучић из Београда

## Након такмичења
Победила је Славица Ангелова са 80 хиљада гласова, чији је ментор био Ђорђе Давид, и она је добила песму, маркетинг и ауто марке Фиат Типо.
Нове песме:
- Славица Ангелова - Руже и Крв (2023)
- Мартина Јозиновић - Си си (2023)
- Мартина Јозиновић - 69 (2023)
- Џенан Ракић - Мост (2023)
- Семир Џанковић - Стави тачку (2023)
- Драшко Калуђеровић - Могу Ти Се Јавити (2023)